# GNU Common Lisp
GNU Common Lisp (GCL) ist eine freie Implementierung der Programmiersprache Common Lisp. Der Quelltext steht dabei teilweise unter der GPL, teilweise unter der LGPL, die Binär-Pakete ausschließlich unter der GPL.

## Geschichte
Ursprung ist das Kyoto Common Lisp System, das 1984 von Taiichi Yuasa und Masami Hagiya geschrieben wurde. 1987 nahm William Schelter seine Arbeit daran auf, der Name war nun AKCL (Austin Kyoto Common Lisp). AKCL wurde 1994 als GNU Common Lisp veröffentlicht. Nach dem Tod von William Schelter 2001 wird das Projekt von anderen Entwicklern weitergeführt.

## Plattformen
GCL läuft derzeit auf 11 GNU/Linux-Architekturen (x86, PowerPC, S/390, SPARC, ARM, Alpha, IA-64, PA-RISC, M68k, MIPS, MIPSEL), Windows, SPARC Solaris und FreeBSD.

## Ziele
Ursprünglich sollte GCL lediglich den CLtL1-Standard erfüllen, inzwischen ist jedoch erklärtes Ziel, den Common-Lisp-ANSI-Standard zu erfüllen.